# Cepuder
Cepuder je priimek v Sloveniji.

## Znani nosilci priimka
- Bogdan Cepuder (1924—1984), novinar publicist in urednik
- Jakob Cepuder (1852—1908), nadučitelj
- Josip (Jože) Cepuder (1854—1931), šolnik, politik
- Jurij Cepuder (*1937), zdravnik kirurg, ortoped
- Milan Cepuder (1921—2014), zdravnik; in Milan-Mišo (1948/9-2023), veterinar
- Rudolf Cepuder (1879—1979), duhovnik, stoletnik (v ZDA)
- Vladimir Cepuder (1883—1931), duhovnik, polkovni kurat